# Список глав государств в 1881 году
| 1880 ← Список глав государств по годам → 1882 |

## Азия
- Абу-Даби — Зайед ибн Халифа аль-Нахайян, шейх (1855—1909)
- Афганистан (эмират) — Абдур-Рахман, эмир[англ.] (1880—1901)
- Бахрейн — 
  - Иса ибн Али Аль Халифа, хаким (1869—1932)
  - Ахмад ибн Али Аль Халифа, хаким (1869—1888)
- Британская Индия — Виктория, императрица (1876—1901)
  - Джордж Фредерик Робинсон, вице-король (1880—1884)
  - Аджайгарх — Ранджор Сингх, савай махараджа (1877—1919)
  - Алвар — Мангал Сингх Прабхакар, раджа (1874—1892)
  - Алираджпур — 
    - Руп Део, рана (1869—1881)
    - Биджай Сингх, рана (1881—1890)

  - Амбер (Джайпур) — Мадхо Сингх II, Махараджа савай (1880—1922)
  - Баони — Эмам ад-Даула Хусейн, наваб (1859—1883)
  - Бансвара — Лакшман Сингх, раджа (1844—1905)
  - Барвани — Индраджит Сингх, рана (1880—1894)
  - Барода — Саяджирао Гаеквад III, махараджа (1875—1939)
  - Бахавалпур — Садик Мохаммад Хан IV, наваб (1866—1899)
  - Башахра[англ.] — Шамшер Сингх, рана[кат.] (1850—1887, 1898—1914)
  - Бенарес — Ишвари Прасад Нарайян Сингх, махараджа бахадур (1859—1889)
  - Биджавар — Бхам Пратап Сингх, савай махараджа (1877—1899)
  - Биканер — Дунгар Сингх, махараджа (1872—1887)
  - Биласпур (Калур) — Хира Чанд, раджа (1850—1883)
  - Бунди — Рам Сингх, махарао раджа (1821—1889)
  - Бхавнагар — Тахтсинхжи Джашвантсинхжи, такур сахиб (1870—1896)
  - Бхаратпур — Джашвант Сингх, махараджа (1853—1893)
  - Бхопал — Шах Джахан Бегум, наваб (1844—1860, 1868—1901)
  - Ванканер — 
    - Банесинджи Джасвантсинхжи, махарана радж сахиб (1860—1881)
    - Амарсинхджи Банесинджи, махарана радж сахиб (1881—1947)

  - Гангпур[англ.] — Рагхунат Шехар Део, Раджа[англ.] (1858—1917)
  - Гархвал — Пратап Шах, махараджа (1871—1886)
  - Гвалиор — Джаяджирао Шинде, махараджа (1843—1886)
  - Гондал — Бхагвацинхжи Саграмсинхджи, тхакур сахиб (1869—1944)
  - Даспалла[англ.] — Четан Део Бханж, раджа[англ.] (1873—1897)
  - Датия — Бхавани Сингх Бахадур, махараджа (1865—1907)
  - Девас младшее[англ.] — Нарайян Рао, раджа[англ.] (1864—1892)
  - Девас старшее[англ.] — Кришнаджи Рао II, раджа[англ.] (1860—1899)
  - Джанджира — Ахмад Хан, наваб (1879—1922)
  - Джайсалмер — Байри Сал, махаравал (1864—1891)
  - Джалавад (Дрангадхра) — Мансинхджи II Ранмалсинхджи, сахиб (1869—1900)
  - Джамму и Кашмир — Ранбир Сингх, махараджа (1856—1885)
  - Джаора — Мухаммад Исмаил, наваб (1865—1895)
  - Дженкантал[англ.] — Динабханду Махендра Бахадур, Махараджа[англ.] (1877—1885)
  - Джинд — Рагубир Сингх, раджа-и-раджган (1881—1887)
  - Джхабуа — Гопал Сингх, раджа (1841—1895)
  - Джунагадх — Мохаммад Махабат Ханджи II, наваб (1851—1882)
  - Джхалавар — Залим Сингх, махараджа рана (1875—1896)
  - Дир[англ.] — Рахмалулла Хан, наваб[кат.] (1874—1884)
  - Дхолпур — Нихал Сингх, махараджа рана (1873—1901)
  - Дунгарпур — Удай Сингх II, Махараджа (1844—1898)
  - Дхар — Ананд Радж III Павар, раджа (1857—1858, 1860—1898)
  - Идар — Кесри Сингх, махараджа (1868—1901)
  - Индаур — Тукоджи Рао II Холкар XI, махараджа (1844—1886)
  - Калат — Худабад, хан (1857—1863, 1864—1893)
  - Камбей — Наджиб ад-Даула Мумтаз аль-Мольк Джафар Али Хан, наваб (1880—1915)
  - Капуртхала — Джагатджит Сингх, раджа-и-раджган (1877—1911)
  - Караули — Арджун Пал II, махараджа (1876—1886)
  - Кач — Кхенгарджи III, раджа (1875—1942)
  - Кишангарх — Сардул Сингх, махараджа (1879—1900)
  - Колхапур — Шиваджи V, раджа (1871—1883)
  - Кота — Чхатар Сал Сингх II, махарао (1866—1889)
  - Кочин — Рама Варма XIV, махараджа (1864—1888)
  - Куч-Бихар — Нрипендра Нарайян, махараджа (1863—1911)
  - Лас Бела — Мир-хан II, хан (1830—1869, 1877—1888)
  - Лохару — Алауддин Ахмад-Хан, наваб (1869—1884)
  - Лунавада[англ.] — Вакхат Сингх, рана[англ.] (1867—1929)
  - Майсур — Чамараджендра Водеяр X, махараджа (1868—1894)
  - Малеркотла — Мухаммад Ибрагим Али Хан, наваб (1871—1908)
  - Манди — Биджай Сен, раджа (1851—1902)
  - Манипур — Чандракирти Сингх, раджа[англ.] (1850—1886)
  - Марвар (Джодхпур) — Джасвант Сингх II, махараджа (1873—1895)
  - Мевар (Удайпур) — Саджан Сингх, махарана (1874—1884)
  - Морви — Вагджи II Раваджи, тхакур сахиб (1870—1922)
  - Мудхол — Вьянкатрао II Радж Горпаде, раджа (1862—1900)
  - Набха — Хира Сингх,  махараджа (1871—1911)
  - Наванагар — Вибхаджи II Ранмалджи, джам сахеб (1852—1895)
  - Нарсингхгарх — Пратап Сингх, раджа (1873—1890)
  - Орчха — Пратап Сингх, махараджа (1874—1930)
  - Паланпур — Шер Мохаммад Хан, диван (1878—1910)
  - Панна — Рудра Пратап Сингх, махараджа (1870—1893)
  - Патиала — Раджиндер Сингх, махараджа (1876—1900)
  - Порбандар — Викрамаджи Химоджираджи, рана (1831—1900)
  - Пратабгарх — Удай Сингх, махарават (1864—1890)
  - Пудуккоттай — Рамачандра Тондемен, раджа (1839—1886)
  - Раджгарх — Бахтавар Сингх, рават (1880—1882)
  - Раджпипла — Гамбхирсинхджи II, махарана (1860—1897)
  - Радханпур — Мохаммад Бисмиллах Хан, наваб (1874—1895)
  - Рампур — Калб Али Хан, наваб (1865—1887)
  - Ратлам — Ранджит Сингх, раджа (1864—1893)
  - Рева — Венкатраман Раманудж Прасад Сингх Джу Део, махараджа (1880—1918)
  - Савантвади — Рагхунат Савант Бхонсле, раджа (1869—1899)
  - Саилана — Дулех Сингх, раджа (1850—1895)
  - Самтхар — Чатар Сигнх, махараджа (1877—1896)
  - Сангли — Дхунди Рао Чинтаман Рао, рао (1851—1901)
  - Сват[англ.] — междуцарствие (1878—1918)
  - Сирмур — Шамшер Пракаш, махараджа (1856—1898)
  - Сирохи — Кешри Сингх, раджа (1875—1889)
  - Ситамау — Бхавани Сингх, раджа (1867—1885)
  - Сонепур — Ниладхар Сингх Део, раджа (1841—1891)
  - Сукет — Дашт Никандан Сен, раджа (1879—1908)
  - Тонк — Мухаммад Ибрагим Али Хан, наваб (1867—1930)
  - Траванкор — Висакхам Тхирунал Рама Варма IV, махараджа (1880—1885)
  - Трипура — Бир Чандра Маникья, раджа (1862—1896)
  - Фаридкот — Викрам Сингх, махараджа (1874—1898)
  - Хаирпур — Али Мурад Хан, мир (1842—1894)
  - Хайдарабад — Асаф Джах VI, низам (1869—1911)
  - Харан — Азад, мир (1833—1885)
  - Хиндол[англ.] — Джанардан Сингх, раджа[англ.] (1876—1906)
  - Хунза[англ.] — Мохаммад Газан Хан I, мир[англ.] (1863—1886)
  - Чамба — Шам Сингх, раджа (1873—1904)
  - Чаркхари — Малхан Сингх, махараджа (1880—1908)
  - Читрал — Аман уль-Мульк, мехтар (1857—1892)
  - Чхатарпур — Вишванатх Сингх, раджа (1867—1895)
  - Шахпура — Нахар Сингх, раджа (1870—1932)
- Бруней — Абдул Момин, султан (1852—1885)
- Бутан — 
  - Джигме Намгьял, друк дези (1870—1873, 1880—1881)
  - Лама Цеван, друк дези (1881—1883)
- Вьетнам — Нгуен Зык-тонг, император (1847—1883)
- Дубай — Хашер ибн Мактум, шейх (1859—1886)
- Индонезия —
  - Аче — Алауддин Мухаммад Дауд Шах II, султан (1874—1903)
  - Бачан — Мухаммад Садик, султан[англ.] (1862—1889)
  - Дели — Мамун аль-Рашид Перкаша Алам Шах, туанку (1873—1924)
  - Джокьякарта — Хаменгкубувоно VII, султан (1877—1921)
  - Ланфан[англ.] — Лю Ашэн, президент[англ.] (1880—1884)
  - Мангкунегаран — 
    - Мангкунегара IV, султан (1853—1881)
    - Мангкунегара V, султан (1881—1896)

  - Понтианак — Юсуф Алькадри, султан (1872—1895)
  - Саравак — Чарльз Энтони Брук, раджа (1868—1917)
  - Сиак — Аль-Саид аль-Шариф Касим Абдул Джалил Зияифуддин, Султан (1864—1889)
  - Сулу — 
    - Джамаль уль-Азам, султан[англ.] (1862—1881)
    - Мохаммед Бадаруд-Дин II, султан[англ.] (1881—1884)

  - Суракарта — Пакубовоно IX, сусухунан (1861—1893)
  - Тернате — Аянхар, султан (1879—1900)
  - Тидоре — Саид Ахмад Фатуддин Зия, султан[англ.] (1867—1892)
- Иран  — Насер ад-Дин, шах (1848—1896)
- Йемен —
  - Алави — Саид ибн Салих аль-Алави, шейх (1875—1892)
  - Акраби — Абдалла ибн Хайдара аль-Акраби, шейх (1858—1905)
  - Аудхали — Мухаммад ибн Ахмад, |султан (1870—1890)
  - Верхний Аулаки — Абдалла ибн Авад, султан (1879—1887)
  - Верхняя Яфа — Мухаммад I бин Али бин Салих бин Ахмад аль-Хархара, султан (1875—1895)
  - Дали — Али I бин Мукбил аль-Амири, эмир (1878—1886)
  - Касири — Мансур ибн Галиб, султан (1880—1929)
  - Лахедж — Фадл III ибн Али, султан (1863, 1874—1898)
  - Мафлахи — Аль-Касим аль-Саккаф, шейх (1850—1885)
  - Нижний Аулаки — Абу Бакр I ибн Абдаллах аль-Аулаки, султан (1863—1892)
  - Нижняя Яфа — Али II ибн Ахмад аль-Афифи, султан (1873—1885)
  - Фадли — Ахмад V бин Хусайн аль-Фадли, султан (1877—1907)
  - Хаушаби — Али I ибн Мани аль-Хаушаби, султан (1863—1886)
  - Шаиб — Али ибн аль-Мани аль-Саклади, шейх (1880—1915)
- Камбоджа — Нородом I, король (1860—1904)
- Катар — Джасим бин Мухаммад Аль Тани, эмир (1876—1913)
- Китай (Империя Цин)  — Гуансюй (Цзайтянь), император[англ.] (1875—1908)
- Кувейт — Абдалла II ибн Сабах ас-Сабах, шейх (1866—1892)
- Лаос  —
  - Луангпхабанг  — Ун Кхам, король (1868—1895)
  - Тямпасак  — Кхам Сук, король (1863—1900)
- Малайзия —
  - Джохор — Абу Бакар, махараджа[англ.] (1868—1886)
  - Кедах — 
    - Зейнал Рашид Муадзам Шах II, султан[англ.] (1879—1881)
    - Абдул Хамид Халим, султан[англ.] (1881—1943)

  - Келантан — Мухаммад II, раджа[англ.](1837—1886)
  - Негери-Сембилан — Антах, ямтуан бесар (1869—1888)
  - Паханг — Ахмад Муаззам Шах, султан (1881—1914)
  - Перак — Юсуф Шарифуддин Музаффар-шах, раджа (1877—1886)
  - Перлис — Сайед Ахмад, раджа (1873—1887)
  - Селангор — Абдул Самад, султан (1857—1898)
  - Сетул[англ.] — Тунку Исмаил ибн аль-Мархум Мухаммад Акиб, раджа[англ.] (1876—1888)
  - Тренгану — 
    - Ахмад Шах II, султан (1876—1881)
    - Зайнал Абидин III, султан (1881—1918)
- Мальдивы — Мухаммад Имадуддин IV, султан (1835—1882)
- Мьянма (Бирма) —
  - Йонгве[англ.] — Сао Монг, Саофа[англ.] (1864—1885, 1897—1926)
  - Кенгтунг[англ.] — 
    - Сао Сенг, саофа[англ.] (1877—1881)
    - Сао Конг Тай II, саофа[англ.] (1881—1885)

  - Конбаун — Тибо Мин, царь (1878—1885)
  - Локсок (Ятсок)[англ.] — 
    - Сао Венг, саофа[англ.] (1856—1881, 1886—1887)
    - междуцарствие (1881—1886)

  - Мокме[англ.] — Ко Лан, саофа[англ.] (1844—1867, 1868—1887)
  - Монгнай[англ.] — Хкун Ки, саофа[англ.] (1875—1882, 1888—1914)
  - Монгпай[кат.] — Хкам Йон, саофа[кат.] (1836—1890)
  - Монгпон[англ.] — Хкун Та, саофа[англ.] (1860—1928)
  - Сенви[англ.] — Хкун Санг Тон Хунг, саофа[англ.] (1879—1888)
  - Сипау[англ.] — Кья Хкен, саофа[англ.] (1866—1882)
- Непал — 
  - Сурендра Бикрам, король (1847—1881)
  - Притхви Бир Бикрам Шах, король (1881—1911)
  - Ранодип Сингх Кунвар, премьер-министр (1877—1885)
- Оман — Турки ибн Саид, султан (1871—1888)
- Османская империя — Абдул-Хамид II, султан (1876—1909)
- Сиам (Раттанакосин)  — Рама V (Чулалонгкорн), король (1868—1910)
- Сикким — Тхутоб Намгъял, чогьял (1874—1914)
- Саудовская Аравия —
  - Джебель-Шаммар — Мухаммад ибн Абдаллах Аль Рашид, эмир (1872—1897)
  - Неджд — Абдуллах ибн Фейсал, эмир (1865—1871, 1871—1873, 1876—1889)
- Тибет — Тхуптэн Гьяцо (Далай-лама XIII), далай-лама[англ.] (1879—1933)
- Узбекистан —
  - Бухарский эмират — Музаффар, эмир (1860—1885)
  - Хивинское ханство (Хорезм) — Мухаммад Рахим II, хан (1864—1910)
- Филиппины —
  - Магинданао — Мухаммад Макаква, султан (1854—1884)
- Чосон  — Коджон, ван (1864—1897)
- Шарджа  — Селим бин Султан, эмир (1868—1883)
- Япония — Муцухито (император Мэйдзи), император (1867—1912)

## Америка
- Аргентина — Хулио Архентино Рока, президент (1880—1886, 1898—1904)
- Боливия — Нарсисо Камперо Лейес, президент (1880—1884)
- Бразильская империя — Педру II, император (1831—1889)
- Венесуэла — Антонио Гусман Бланко, президент (1870—1877, 1879—1884, 1886—1887)
- Гаити — Луи Саломон, президент (1879—1888)
- Гватемала — Хусто Руфино Барриос Ауйон, президент (1873—1885)
- Гондурас — Марко Аурелио Сото Мартинес, президент (1876—1883)
- Доминиканская Республика — Фернандо Антонио Артуро де Мериньо-и-Рамирес, президент (1880—1882)
- Канада — 
  - Виктория, королева (1867—1901)
  - Джон Кэмпбелл, генерал-губернатор (1878—1883)
  - Джон Александр Макдональд, премьер-министр (1867—1873, 1878—1891)
- Колумбия — Рафаэль Нуньес Моледо, президент (1880—1882, 1884—1886, 1887—1888, 1892—1894)
- Коста-Рика — Томас Гуардия, президент (1870—1876, 1877—1882)
- Мексика — Мануэль Гонсалес, президент (1880—1884)
- Никарагуа — Хоакин Савала Солис, президент (1879—1883)
- Парагвай — Бернардино Кабальеро, президент (1880—1886)
- Перу — 
  - Николас де Пьерола, президент (1879—1881, 1895—1899)
  - Франсиско Гарсия Кальдерон, президент (1881)
  - Лисардо Монтеро Флорес, президент (1881—1883)
- Сальвадор — Рафаэль Сальдивар-и-Ласо, президент (1876—1885)
- Соединённые Штаты Америки — 
  - Ратерфорд Хейс, президент (1877—1881)
  - Джеймс Абрам Гарфилд, президент (1881)
  - Честер Алан Артур, президент (1881—1885)
- Уругвай — Франсиско Антонио Видаль, президент (1880—1882, 1886)
- Чили — 
  - Анибаль Пинто, президент (1876—1881)
  - Доминго Санта-Мария, президент (1881—1885)
- Эквадор — Игнасио де Вейнтимилья, президент (1876—1883)

## Африка
- Аусса — Мухаммад ибн Ханфаде, султан (1862—1902)
- Ашанти — Менса Бонсу, ашантихене (1874—1883)
- Баоль[фр.] — Тье Яссин Диор Гала Гана Фаль, тень[фр.] (1871—1873, 1874—1890)
- Багирми — Абу-Секкин Мохаммед IV, султан (1858—1870, 1871—1884)
- Бамум — Нсангу, мфон (султан)[англ.] (1865—1884)
- Бенинское царство — Адоло, оба[англ.] (1848—1888)
- Буганда — Мтеза, кабака (1856—1884)
- Буньоро — Кабарега Чва II, омукама (1869—1898)
- Бурунди — Мвези IV Гисабо, мвами (король) (1850—1908)
- Бусса[англ.] — Кигера II Джибрим дан Торо дан Киторо, киб (1862—1895)
- Вадаи — Юсуф ибн Али, колак (султан)[англ.] (1874—1898)
- Варсангали[англ.] — Аюль, султан[кат.] (1830—1889)
- Вогодого — Санум, нааба (1871—1889)
- Волаитта (Велайта)[нем.] — Гобе, каво[англ.] (1845—1886)
- Газа[англ.] — Мзила, инкоси[кат.] (1861—1862, 1862—1884)
- Гаро (Боша) — Дагойе, тато[англ.] (1865—1883)
- Гвирико[англ.] — Кокороко Дьян, царь[англ.] (1878—1885)
- Дагомея — Глеле, ахосу (1858—1889)
- Дамагарам — Танимун дан Сулейман, султан (1841—1843, 1851—1884)
- Денди[англ.] — Бийо Бирма, аскья[англ.] (1868—1882)
- Джимма[англ.] — Абба Джифар II, король[англ.] (1878—1932)
- Джолоф — Али Бури Н'Дье, буур-ба[англ.] (1875—1890)
- Египетский хедиват — 
  - Тауфик-паша, хедив (1879—1892)
  - Нубар-паша, премьер-министр (1878—1895)
- Занзибар — Баргаш ибн Саид, султан (1870—1888)
- Каффа — Галли Шеродш, царь (1870—1890)
- Кенедугу — Тиба Траоре, фаама (1866—1893)
- Койя — Алимани Лаи Бунду, регент (1872—1890)
- Конго — Педро V, маниконго[англ.] (1859—1891)
- Либерия — Энтони Уильям Гардинер, президент (1878—1883)
- Лунда — Мбумб I Мутеба а Кат, муата ямво[англ.] (1874—1883)
- Маджиртин — Кисмаан II Осман Махмуд, султан (1860—1927)
- Малагасийское королевство — Ранавалуна II, королева (1868—1883)
- Мандара — Букар Нарбанья, султан (1842—1894)
- Марокко — Хасан I, султан (1873—1894)
- Нри[англ.] — Энвелеана I, эзе[англ.] (1795—1886)
- Оранжевое Свободное Государство — Йоханнес Бранд, государственный президент (1864—1888)
- Руанда — Кигели IV Рвабугири, мвами (1853—1895)
- Салум — Маад Салум Гедаль Мбож, маад (1879—1896)
- Свазиленд (Эватини) — Дламини IV, нгвеньяма (король) (1875—1889)
- Сокото — 
  - Муазу, султан[англ.] (1877—1881)
  - Умар бен Али, султан[англ.] (1881—1891)
- Такали[англ.] — Назир, мукук[англ.] (1860—1884)
- Тиджания Омара ал-Хаджа — Ахмаду Секу Тол, фаама (1864—1892)
- Трарза — Али Дьомбо ульд Мохаммед, эмир (1873—1886)
- Тунис — Мухаммад III ас-Садик, бей (1859—1882)
- Эфиопия — Йоханнес IV, император (1871—1889)
- Южно-Африканская Республика (Трансвааль) — Триумвират (1881—1883)

## Европа
- Австро-Венгрия — Франц Иосиф I, император (1848—1916)
- Андорра — 
  - Жюль Греви, князь-соправитель (1879—1887)
  - Сальвадор Казаньяс-и-Пахес, епископ Урхельский, князь-соправитель (1879—1901)
- Бельгия —
  - Леопольд II, король (1865—1909)
  - Вальтер Фрер-Орбан, премьер-министр (1868—1870, 1878—1884)
- Болгария — 
  - Александр I, князь (1879—1886)
  - Петко Каравелов, председатель Совета министров (1880—1881, 1884—1886, 1886, 1901—1902)
- Великобритания и Ирландия —
  - Виктория, королева (1837—1901)
  - Уильям Гладстон, премьер-министр (1868—1874, 1880—1885, 1886, 1892—1894)
- Германская империя — 
  - Вильгельм I, император (1871—1888)
  - Отто фон Бисмарк, рейхсканцлер (1871—1890)
  - Ангальт — Фридрих I, герцог (1871—1904)
  - Бавария — Людвиг II, король (1864—1886)
  - Баден — Фридрих I, великий герцог (1856—1907)
  - Брауншвейг — Вильгельм, герцог (1830—1884)
  - Вальдек-Пирмонт — Георг Виктор, князь (1845—1893)
  - Вюртемберг — Карл I, король (1864—1891)
  - Гессен — Людвиг IV, великий герцог (1877—1892)
  - Мекленбург-Стрелиц — Фридрих Вильгельм II, великий герцог (1860—1904)
  - Мекленбург-Шверин — Фридрих Франц II, великий герцог (1842—1883)
  - Ольденбург — Пётр II, великий герцог (1853—1900)
  - Пруссия — Вильгельм I, король (1861—1888)
    - Олесницкое княжество (герцогство Эльс) — Вильгельм Брауншвейгский, князь (1815—1884)

  - Рейсс-Гера — Генрих XIV, князь (1867—1913)
  - Рейсс-Грейц — Генрих XXII, князь (1859—1902)
  - Саксония — Альберт, король (1873—1902)
    - Саксен-Альтенбург — Эрнст I, герцог (1853—1908)
    - Саксен-Веймар-Эйзенах — Карл Александр, великий герцог (1853—1901)
    - Саксен-Кобург-Гота — Эрнст II, герцог (1844—1893)
    - Саксен-Мейнинген — Георг II, герцог (1866—1914)

  - Шаумбург-Липпе — Адольф I Георг, князь (1860—1893)
  - Шварцбург-Зондерсгаузен — Карл Гюнтер, князь (1880—1909)
  - Шварцбург-Рудольштадт — Георг I Альберт, князь (1869—1890)
- Греция —
  - Георг I, король (1863—1913)
  - Александрос Кумундурос, премьер-министр (1865, 1866—1868, 1870—1871, 1875—1877, 1877—1878, 1878—1880, 1880—1882)
- Дания — 
  - Кристиан IX, король (1863—1906)
  - Якоб Брённум Скавениус Эструп, премьер-министр (1875—1894)
- Испания — 
  - Альфонсо XII, король (1874—1885)
  - Антонио Кановас дель Кастильо, премьер-министр (1874—1875, 1875—1879, 1879—1881, 1884—1885, 1890—1892, 1895—1897)
  - Пракседес Матео Сагаста, премьер-министр (1871—1872, 1874, 1881—1883, 1885—1888, 1892—1895, 1897—1899, 1901—1902)
- Италия — 
  - Умберто I, король (1878—1900)
  - Бенедетто Кайроли, премьер-министр (1878, 1879—1881)
  - Агостино Депретис, премьер-министр (1876—1878, 1878—1879, 1881—1887)
- Лихтенштейн — Иоганн II, князь (1858—1929)
- Люксембург — 
  - Вильгельм III, великий герцог (1849—1890)
  - Феликс де Блохаузен, премьер-министр (1874—1885)
- Монако — Карл III, князь (1856—1889)
- Нидерланды — 
  - Виллем III, король (1849—1890)
  - Константин Теодор ван Линден ван Санденбюрг, премьер-министр (1879—1883)
- Норвегия — Оскар II, король (1872—1905)
- Папская область — Лев XIII, папа (1878—1903)
- Португалия — Луиш I, король (1861—1889)
- Российская империя — 
  - Александр II, император (1855—1881)
  - Александр III, император (1881—1894)
- Румыния — 
  - Кароль I, король (1881—1914)
  - Йон Брэтиану, премьер-министр (1881, 1881—1888)
  - Думитру Брэтиану, премьер-министр (1881)
- Сербия — Милан I Обренович, князь (1868—1882)
- Франция — 
  - Жюль Греви, президент (1879—1887)
  - Жюль Ферри, премьер-министр (1880—1881)
  - Леон Мишель Гамбетта, премьер-министр (1881—1882)
- Черногория — Никола I Петрович, князь (1860—1910)
- Чехия — Франц Иосиф I, король (1848—1916)
- Швейцария — Нюма Дроз, президент (1881, 1887)
- Швеция — 
  - Оскар II, король (1872—1907)
  - Арвид Поссе, премьер-министр (1880—1883)

## Океания
- Гавайи — Калакауа, король (1874—1891)
- Новая Зеландия — 
  - Виктория, королева (1840—1901)
  - Артур Хэмилтон Гордон, губернатор (1880—1882)
  - Джон Холл, премьер-министр (1879—1882)
- Тонга — 
  - Джордж Тупоу I, король (1875—1893)
  - Ширли Вальдемар Бейкер, премьер (1880—1890)

- Виктория  
 1837-1901 
 Королева Великобритании
- Вильгельм I  
 1871-1888 
 Германский император
- Александр II  
 1855-1881 
 Император Всероссийский
- Насер ад-Дин  
 1848-1896 
 Шах Ирана
- Франц-Иосиф I  
 1848-1916 
 Император Австро-Венгрии и король Чехии
- Чулалонгкорн 
(Рама V)  
 1868-1910 
 Король Сиама
- Жюль Греви  
 1879-1887 
 президент Франции
- Умберто I  
 1878-1900 
 Король Италии
- Абдул-Хамид II  
 1876-1909 
 Османский султан
- Мэйдзи  
 1867-1912 
 Император  Японии
- Джеймс Абрам Гарфилд  
 1881 
  Президент США
- Георг I  
 1863-1913 
 Король Греции
- Педру II  
 1831-1889 
 Император Бразилии
- Луиш I  
 1861-1889 
 Король Португалии
- Альфонсо XII 
 1874-1885 
 Король Испании
- Леопольд II 
 1865-1909 
 Король Бельгии
- Оскар II  
 1872-1905 
 Король Швеции и Норвегии
- Джон Александр Макдональд  
 1867-1873,1878-1891 
 Премьер-министр Канады
- Коджон  
 1864-1897 
 Ван Чосона
- Кристиан IX  
 1863-1906 
 Король Дании
- Виллем III  
 1849-1890 
 Король Нидерландов и великий герцог Люксембургский
- Кароль I  
 1881-1814 
 Король Румынии
- Гуансюй  
 1875-1908 
  Император Китая (Цин)
- Людвиг II  
 1864-1886 
 Король Баварии
- Альберт 
 1873-1902 
 Король Саксонии
- Нородом I  
 1860-1904 
 Король Камбоджи
- Карл I  
 1864-1891 
 Король Вюртемберга
- Милан Обренович  
 1868-1882 
 Князь Сербии
- Лев XIII  
 1878-1903 
 Папа Римский